# Vlatko Čančar
Vlatko Čančar, né le 10 avril 1997 à Koper en Slovénie, est un joueur slovène de basket-ball. Il évolue aux postes d'ailier et ailier fort.

## Carrière
À la fin de la saison 2018-2019 du championnat d'Espagne, Čančar est choisi dans la meilleure équipe de jeunes avec Carlos Alocén, Xabier López-Arostegui, Jordan Sakho (en) et Santiago Yusta.
En août 2019, Čančar rejoint les Nuggets de Denver, en NBA, avec lesquels il signe un contrat de deux ans.
En juillet 2025, Čančar revient en Europe et s'engage avec l'Olimpia Milan, club italien évoluant en Euroligue.

## Palmarès

### Sélection nationale
- Champion d'Europe en 2017 avec la Slovénie.

### En club
- Champion NBA en 2023 avec les Nuggets de Denver
- Champion de la Conférence Ouest en 2023 avec les Nuggets de Denver

### Distinctions personnelles
- Membre de l'équipe type des meilleurs jeunes de Liga Endesa 2018-2019.

## Statistiques

### Professionnelles

#### Saison régulière
| Champion NBA |

| Saison    | Équipe   | Matchs | Titul. | Min./m | % Tir | % 3pts | % LF  | Rbds/m. | Pass/m. | Int/m. | Ctr/m. | Pts/m. |
| --------- | -------- | ------ | ------ | ------ | ----- | ------ | ----- | ------- | ------- | ------ | ------ | ------ |
| 2019-2020 | Denver   | 14     | 0      | 3,2    | 40,0  | 16,7   | 100,0 | 0,70    | 0,20    | 0,10   | 0,10   | 1,20   |
| 2020-2021 | Denver   | 41     | 1      | 6,9    | 45,8  | 27,3   | 76,9  | 1,00    | 0,30    | 0,30   | 0,00   | 2,10   |
| 2021-2022 | Denver   | 15     | 1      | 11,7   | 56,1  | 58,3   | 64,3  | 2,10    | 1,10    | 0,10   | 0,20   | 4,10   |
| 2022-2023 | Denver   | 60     | 9      | 14,8   | 47,6  | 37,4   | 92,7  | 2,10    | 1,30    | 0,40   | 0,20   | 5,00   |
| 2024-2025 | Denver   | 13     | 0      | 10,5   | 38,5  | 26,7   | –     | 2,50    | 0,70    | 0,20   | 0,20   | 1,80   |
| Carrière  | Carrière | 143    | 11     | 10,7   | 47,2  | 35,4   | 84,7  | 1,80    | 0,90    | 0,30   | 0,20   | 3,40   |

#### Playoffs
| Saison   | Équipe   | Matchs | Titul. | Min./m | % Tir | % 3pts | % LF | Rbds/m. | Pass/m. | Int/m. | Ctr/m. | Pts/m. |
| -------- | -------- | ------ | ------ | ------ | ----- | ------ | ---- | ------- | ------- | ------ | ------ | ------ |
| 2021     | Denver   | 5      | 0      | 4,2    | 100,0 | 100,0  | 80,0 | 0,60    | 0,20    | 0,20   | 0,20   | 2,20   |
| 2022     | Denver   | 2      | 0      | 4,5    | 66,7  | 50,0   | –    | 1,00    | 0,50    | 0,00   | 0,00   | 2,50   |
| 2023     | Denver   | 5      | 0      | 2,0    | 0,0   | 0,0    | –    | 0,60    | 0,20    | 0,00   | 0,00   | 0,00   |
| 2025     | Denver   | 3      | 0      | 3,7    | –     | –      | –    | 0,70    | 0,00    | 0,00   | 0,00   | 0,00   |
| Carrière | Carrière | 15     | 0      | 3,4    | 45,5  | 28,6   | 80,0 | 0,70    | 0,20    | 0,10   | 0,10   | 1,10   |

## Records sur une rencontre en NBA
Les records personnels de Vlatko Čančar en NBA sont les suivants, :
| Type de statistique        | Saison régulière | Saison régulière            | Saison régulière | Playoffs | Playoffs                    | Playoffs      |
| Type de statistique        | Record           | Adversaire                  | Date             | Record   | Adversaire                  | Date          |
| -------------------------- | ---------------- | --------------------------- | ---------------- | -------- | --------------------------- | ------------- |
| Points                     | 14               | @ Timberwolves du Minnesota | 13 mai 2021      | 6        | @ Trail Blazers de Portland | 29 mai 2021   |
| Paniers marqués            | 5                | 4 fois                      | 4 fois           | 2        | 2 fois                      | 2 fois        |
| Paniers tentés             | 9                | @ Pistons de Détroit        | 14 mai 2021      | 3        | @ Warriors de Golden State  | 18 avril 2022 |
| Paniers à 3 points réussis | 3                | @ Timberwolves du Minnesota | 13 mai 2021      | 1        | 2 fois                      | 2 fois        |
| Paniers à 3 points tentés  | 4                | @ Timberwolves du Minnesota | 13 mai 2021      | 2        | @ Warriors de Golden State  | 18 avril 2022 |
| Lancers francs réussis     | 4                | @ Thunder d'Oklahoma City   | 22 décembre 2021 | 4        | @ Trail Blazers de Portland | 29 mai 2021   |
| Lancers francs tentés      | 6                | @ Thunder d'Oklahoma City   | 22 décembre 2021 | 5        | @ Trail Blazers de Portland | 29 mai 2021   |
| Rebonds offensifs          | 2                | 7 fois                      | 7 fois           | -        | -                           | -             |
| Rebonds défensifs          | 7                | Timberwolves du Minnesota   | 15 décembre 2021 | 1        | 5 fois                      | 5 fois        |
| Rebonds totaux             | 8                | Lakers de Los Angeles       | 10 avril 2022    | 1        | 5 fois                      | 5 fois        |
| Passes décisives           | 4                | 2 fois                      | 2 fois           | 1        | 2 fois                      | 2 fois        |
| Interceptions              | 2                | 2 fois                      | 2 fois           | 1        | @ Suns de Phoenix           | 7 juin 2021   |
| Contres                    | 1                | 6 fois                      | 6 fois           | 1        | @ Trail Blazers de Portland | 29 mai 2021   |
| Balles perdues             | 2                | 5 fois                      | 5 fois           | 1        | 3 fois                      | 3 fois        |
| Minutes jouées             | 32               | @ Pistons de Détroit        | 14 mai 2021      | 8        | @ Trail Blazers de Portland | 29 mai 2021   |

- Double-double : 0
- Triple-double : 0

Dernière mise à jour : 15 juillet 2022